# يوحنا كيلي
يوحنا كيلي (بالإنجليزية: John Kelly)‏ (1 يناير 1909 - ) هو لاعب كرة قدم بريطاني في مركز الهجوم. لعب مع نادي يورك سيتي ودورهام سيتي ‏ وYorkshire Amateur A.F.C. ‏.